# ميت (فلم)
ميت (بالإنجليزية: Mitt) فيلم وثائقي أمريكي. يتابع الحملة الانتخابية لحاكم ولاية ماساتشوستس السابق ميت رومني الذي ترشح لرئاسة الولايات المتحدة الأمريكية لعام 2008، و 2012. عُرض الفيلم لأول مرة في 17 يناير، 2014 في مهرجان سندانس للأفلام، وتوفر للعرض حسب الطلب على نتفليكس في 24 يناير، 2014.

## الإستقبال
حصل الفيلم على إستحسان النُقاد. وحصل على تقييم 64/100 على موقع ميتاكرتيك، وتقييم 81% على موقع الطماطم الفاسدة.

## وصلات خارجية
- ميت على نتفليكس
- مقالات تستعمل روابط فنية بلا صلة مع ويكي بيانات